# Cortesia
O termo cortesia, no âmbito do comportamento humano, refere-se  a qualidade de uma pessoa que é cortês. Pode significar uma maneira delicada e civilizada de agir, cumprimentar ou mesmo um gesto de doação ou favor para outra pessoa. Cortesia também pode ser dar prioridade à maneira de expressão, ação e gestos de outrem e esperar momento oportuno para expor e defender suas convicções, concordando ou discordando gentilmente. A expressão popular "fazer cortesia com chapéu alheio' é utilizada pejorativamente quando se consegue admiração de um ato às custas de outrem (respeito).